# Matthew Kemp
Matthew Allan Kemp (Canberra, 8 agosto 1980) è un ex calciatore australiano, di ruolo terzino.

## Carriera

### Club
Ha giocato per un breve tempo in Italia con la maglia della SPAL nella stagione 2000-2001 dove con gli emiliani collezionò 13 presenze. In Australia ha giocato con Adelaide City, Adelaide Utd, Melbourne Victory (con cui ha vinto il campionato 2008-2009) e West Adelaide.

### Nazionale
Ha giocato un solo incontro con la nazionale australiana.

## Palmarès

### Club
- Campionato australiano: 1

Melbourne Victory: 2008-2009

## Statistiche

### Cronologia presenze e reti in nazionale
| Cronologia completa delle presenze e delle reti in nazionale ― Australia | Cronologia completa delle presenze e delle reti in nazionale ― Australia | Cronologia completa delle presenze e delle reti in nazionale ― Australia | Cronologia completa delle presenze e delle reti in nazionale ― Australia | Cronologia completa delle presenze e delle reti in nazionale ― Australia | Cronologia completa delle presenze e delle reti in nazionale ― Australia | Cronologia completa delle presenze e delle reti in nazionale ― Australia | Cronologia completa delle presenze e delle reti in nazionale ― Australia |
| Data                                                                     | Città                                                                    | In casa                                                                  | Risultato                                                                | Ospiti                                                                   | Competizione                                                             | Reti                                                                     | Note                                                                     |
| ------------------------------------------------------------------------ | ------------------------------------------------------------------------ | ------------------------------------------------------------------------ | ------------------------------------------------------------------------ | ------------------------------------------------------------------------ | ------------------------------------------------------------------------ | ------------------------------------------------------------------------ | ------------------------------------------------------------------------ |
| 6-1-2010                                                                 | Al Kuwait                                                                | Kuwait                                                                   | 2 – 2                                                                    | Australia                                                                | Qual. Coppa d'Asia 2011                                                  | -                                                                        |                                                                          |
| Totale                                                                   |                                                                          | Presenze                                                                 | 1                                                                        |                                                                          | Reti                                                                     | 0                                                                        |                                                                          |